# Michael Kirkegaard
Michael Kirkegaard (født 13. november 1953) er en dansk kunstner bosat i Spanien syd for Barcelona hvor han sætter sit præg på forskellige kunst installationer. Han begyndte sin karriere som billedhugger og har nu udviklet sig til at blive en prominent installationskunstner. Hans værker er bl.a. udstillet på Museet for Samtidskunst, Museet for Fotokunst, Brandts, Johannes Larsen Museet og Det Danske Filmmuseum

## Johannes Larsen Museet
Hesteskulpturen Caruso Rex blev doneret til Johannes Larsen Museet af Ny Carlsbergfondet og står i museets have.
Endvidere ejer Johannes Larsen Museet to værker af Michael Kirkegaard:  "Sæt dig på jorden med ryggen mod et gammelt træ" samt  "Langsomhed (langsomhed). Det går ikke hurtigere, fordi du kigger". Begge værker er installationer og har været udstillet på museet i forbindelse med udstillingen Engagement i 2003

## Amnesti
Eksperimentalfilm - Michael Kirkegaard siger: "nattens drømme og minderne fra forskellige oplevelser, blandet med daglige observationer, der ligger til grund for filmen, en film lavet af en billedhugger, i et rent visuelt og poetisk sprog"

## Requiem remix
'Requiem' var én stor skulpturel installation, bestående af lyd, foto, computer, tekst, og internet. Michael Kirkegaard inviterede publikum til at være en del af installationen, der tematiserede menneskerettighedernes berettigelse. 
'Requiem remix' er et politisk værk, men det er også et værk som vil have os til at lytte til os selv – og hvor vores egen grænse går. Menneskerettigheder er ikke kun et papir med en række artikler, vi kan hive op af skuffen en gang imellem i filosofiske diskussioner. 

## Uddannelse
- 1971 – 1974 Kunstakademiet, København
- 1974 – 1975 Chelsea School Of Art, London
- 1975 – 1976 Kunstakademiet, København
- 1976 – 1977 Academy Of Art College, San Francisco
- 1978 – 1979 Kunstakademiet, København